# フィル・ボドナー
フィル・ボドナー（Phil Bodner、1917年6月13日 - 2008年2月24日）は、アメリカのジャズ・クラリネット奏者、スタジオ・ミュージシャンで、フルート、オーボエ、サックス、イングリッシュホルンなども演奏した。

## 略歴
コネチカット州ウォーターバリー出身のボドナーは、1940年代から1950年代にかけてニューヨークでスタジオ・ミュージシャンとして活動した。1958年にはベニー・グッドマンと、1958年にはマイルス・デイヴィスやギル・エヴァンスとレコーディングを行った。1960年代にはオリヴァー・ネルソンやJ・J・ジョンソンと共演し、ハーブ・アルパート・アンド・ティファナ・ブラスをモデルにしたグループ、ブラス・リングを結成。ブラス・リングは、1966年から1972年にかけて、9枚のアルバムをリリースした。1970年代にはオスカー・ピーターソン、ユセフ・ラティーフ、ピーナッツ・ハッコー、ワイルド・ビル・デイヴィソン、ラルフ・サットンらと共演した。
ボドナーは、ヴァン・マッコイのディスコ・ヒット曲「ハッスル」で、代表的なピッコロ・パートを演奏した。1970年代には、ラルフ・サットンやジョニー・ヴァロとの共演、ミンガス・エピタフとの共演、ルイ・ベルソンによるデューク・エリントンの「Black, Brown and Beige」へのトリビュート・アレンジなど、さまざまな活動を行ってきた。1980年代には、マーティ・ナポレオン、メル・ルイス、ジョージ・デュヴィヴィエとスウィング・スタイルで共演し、マキシン・サリヴァンやバーバラ・キャロルとも共演している。ジャズマニア（レーベル）から1990年にアルバム『Jammin' at Phil's Place』をリリースした。ボドナーは2008年2月24日に90歳で亡くなった。

## ディスコグラフィ

### リーダー・アルバム
- The Greatest Sax in the World (1966年、Kapp) ※契約上の問題で「Mr. Phil B」として宣伝された
- Fine and Dandy (1981年、Stash)
- Jammin' at Phil's Place (1994年、Jazzmania)
- The Genius of Phil Bodner (2003年、Alanna)
- Clarinet Virtuosity: Once More with Feeling! (2006年、Arbors)

ブラス・リング
- Love Theme from the Flight of the Phoenix (1966年、Dunhill)
- Lara's Theme (1966年、Dunhill)
- Sunday Night at the Movies (1967年、Dunhill)
- The Disadvantages of You (1967年、Dunhill)
- The Now Sound of the Brass Ring (1967年、Dunhill)
- Gazpacho (1968年、Dunhill)
- Only Love (1968年、Dunhill)
- The Evolution of the Brass Ring (1969年、Itco)
- The Brass Ring Featuring Phil Bodner (1972年、Project 3)

### 参加アルバム
- コールマン・ホーキンス : The Hawk in Hi Fi (1956年、RCA Victor)
- クーティ・ウィリアムス : 『イン・ハイ・ファイ』 - Cootie Williams in Hi-Fi (1958年、RCA Victor)
- マイルス・デイヴィス : Porgy and Bess (1959年、Columbia)
- ジョー・ワイルダー : The Pretty Sound (1959年、Columbia)
- ポール・デスモンド : 『デスモンド・ブルー』 - Desmond Blue (1962年、RCA Victor)
- ウェス・モンゴメリー : 『フュージョン!』 - Fusion! Wes Montgomery with Strings (1963年、Riverside)
- カル・ジェイダー : Several Shades of Jade (1963年、Verve)
- メル・デイヴィス、ディック・ハイマン、ボビー・ローゼンガーデン : Living Jazz: Dear Heart and Other Favorites (1965年、RCA Camden)
- ジョージ・ベンソン : 『ホワイト・ラビット』 - White Rabbit (1972年、CTI)
- フレディ・ハバード : 『スカイ・ダイヴ』 - Sky Dive (1973年、CTI)
- ジョーイ・デフランセスコ : Where Were You? (1990年、Columbia)